# Przysłop Filipczański

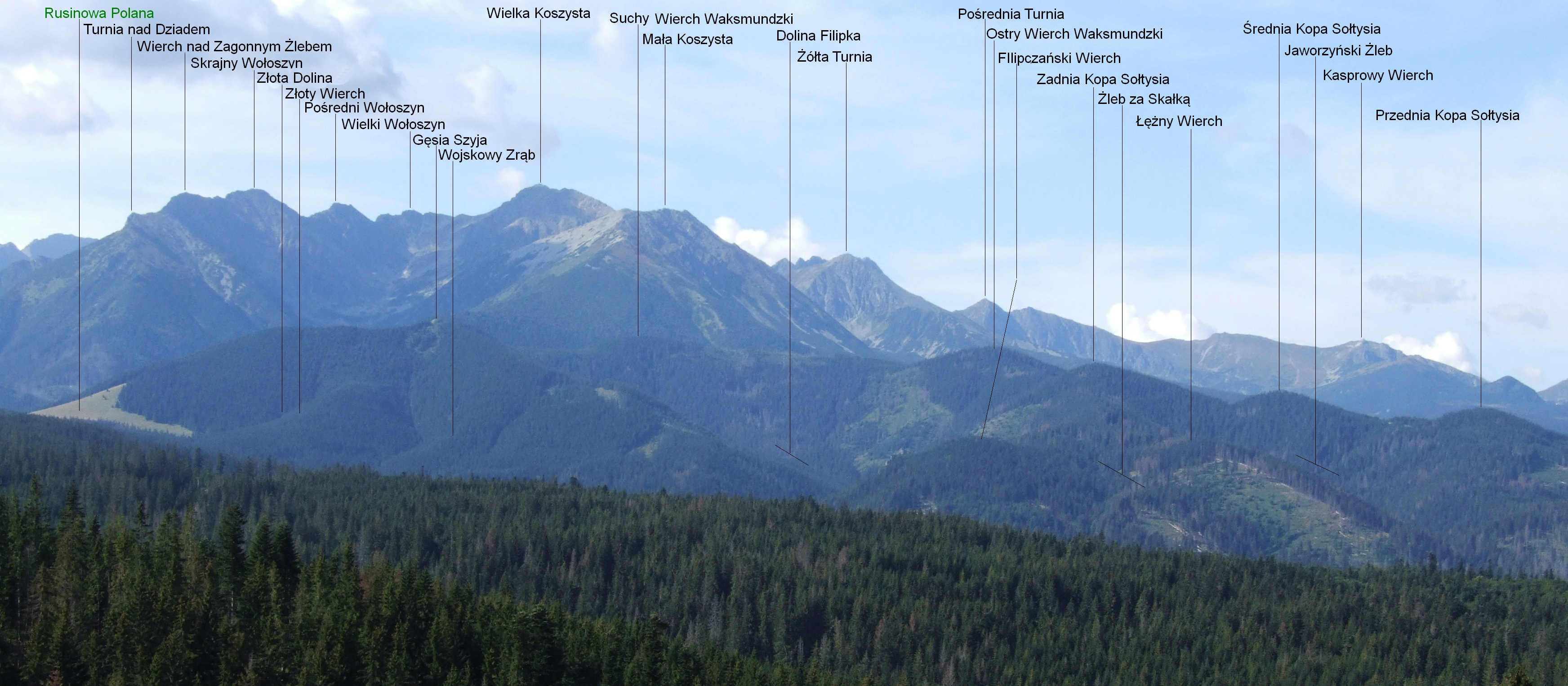
Widok z Głodówki

Przysłop Filipczański – północno-wschodni grzbiet Zadniej Kopy Sołtysiej w paśmie reglowym polskich Tatr Wysokich. Opada od wysokości około 1330 do 1290 m n.p.m. W dolnej części rozgałęzia się na dwa ramiona obejmujące Żleb za Skałką. Lewe z nich do Łężny Wierch i jego grzbiet, prawe to Filipczański Wierch za Niżnią Filipczańską Przełęczą.
Jest porośnięty lasem, ale na jego grzbiecie i górnej części stoków są jeszcze obszary trawiaste, obecnie zarastające lasem. Nie prowadzi tędy żaden znakowany szlak turystyczny, na mapie zaznaczona jest ścieżka. Dawniej były to pastwiska hali Filipka.